# 聯合國安全理事會第689號決議
联合国安全理事会第689号决议，于1991年4月9日一致通过，该决议回顾了之前通过的第687号决议，由秘书长提请，决定设立联合国驻伊拉克-科威特观察团，以监督伊拉克和科威特之间的非军事地带，被称为“科威特-伊拉克屏障”。
根据《联合国宪章》第七章，安理会决定特派观察团，并每半年复查一次。它的存在是为了阻止两国互相侵犯边界，并对其他任何一个国家的敌对或潜在敌对行动予以监视。